# El Periódico Extremadura
El Periódico Extremadura —fundado originalmente en 1923 como Extremadura— es un periódico español, editado en la ciudad extremeña de Cáceres. El periódico, que es de pago y distribución matinal, está editado por Prensa Ibérica. Lleva editándose ininterrumpidamente desde 1923, centrándose sus contenidos a la región de Extremadura.

## Historia
Fue fundado el 1 de abril de 1923 por iniciativa de Pedro Segura, obispo de Coria. Durante la Segunda República la línea editorial del diario osciló entre el integrismo católico y la extrema derecha, aunque en ocasiones llegó a apoyar a la derechista CEDA como «mal menor». Editado con carácter vespertino, tuvo una difusión modesta. Entre sus hitos más importantes se encuentra que fue uno de sus redactores, Juan Milán Cebrián, el que lanzó al mundo la noticia de la proclamación de Francisco Franco como «caudillo», al producirse la noticia en Cáceres en septiembre de 1936.
En 1988 fue adquirido por el Grupo Zeta, pasando a editarse como El Periódico Extremadura. En abril del 2019 pasó a formar parte del grupo Prensa Ibérica, que compró todos los activos del Grupo Zeta.
En la oleada de julio de 2010 del estudio general de medios (EGM), el diario alcanzó su cifra récord de difusión hasta ese momento con un total de 52.000 lectores diarios, cifra que con posterioridad se ha reducido significativamente.

## Directores
Por la dirección del diario pasarían, en sus primeros años, Tomás Murillo Iglesias (1923-1927), Antonio Reyes Huertas (1927-1937) y Rafael Bittini y López de Guijarro (1937-1939). Durante la Guerra civil el diario no fue incautado. Tras el final de la contienda, entre 1939 y 1972 el diario estuvo dirigido por el periodista Dionisio Acedo, coincidiendo con la Dictadura franquista.
También han sido directores Nieves Moreno (1998-2000), Julián Rodríguez (2000-2004), Antonio Tinoco (2004-2012),  Miguel Ángel Muñoz (2012-2015) y Antonio Cid de Rivera (2015-2023). En la actualidad, Marisol López del Estal está al frente desde octubre de 2023.